# 佩里尼亚克
佩里尼亚克（法語：Pérignac，法語發音：[peʁiɲak]）是法国滨海夏朗德省的一个市镇，位于该省东部偏南，属于桑特区。

## 地理
佩里尼亚克（45°37'25"N, 0°27'51"W）面积27.56 平方千米，位于法国新阿基坦大区滨海夏朗德省，该省份为法国西部滨海省份，北起旺代省，西临大西洋，南至吉倫特省，东南接多爾多涅省，东北接德塞夫勒省接壤，东临夏朗德省。
与佩里尼亚克接壤的市镇（或旧市镇、城区）包括：布尼欧、夏朗德河畔布里沃、库隆日、埃什布吕讷、蒙蒂勒、圣瑟兰德帕莱讷、夏朗德河畔萨利尼亚克。

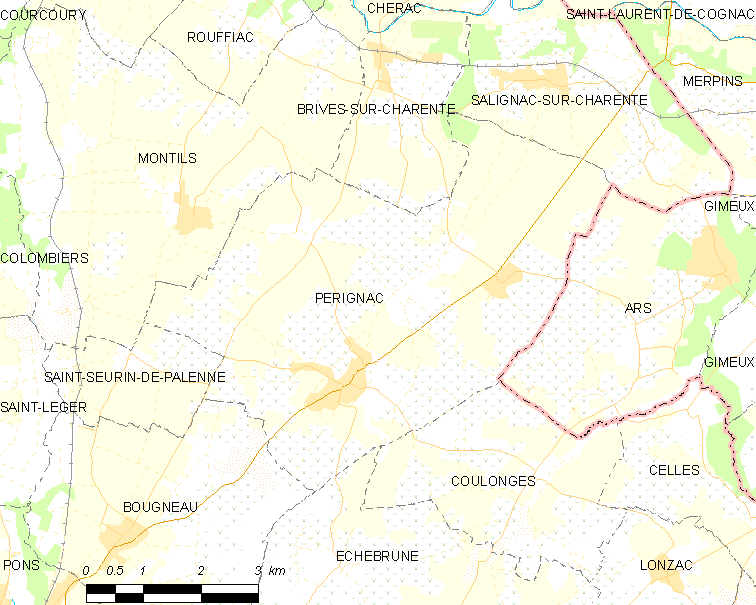
佩里尼亚克的OSM定位图

佩里尼亚克的时区为UTC+01:00、UTC+02:00（夏令时）。

## 行政
佩里尼亚克的邮政编码为17800，INSEE市镇编码为17273。

## 政治
佩里尼亚克所属的省级选区为泰纳克县。

## 人口

1962-2008年间佩里尼亚克人口变化图示

佩里尼亚克于2022年1月1日时的人口数量为959人。